# Holcolemma
Holcolemma is een geslacht uit de grassenfamilie (Poaceae). De soorten van dit geslacht komen voor in Afrika, Azië en Australazië.

## Soorten
Van het geslacht zijn de volgende soorten bekend: 
- Holcolemma canaliculatum
- Holcolemma dispar
- Holcolemma inaequale
- Holcolemma transiens